# Mirabilicoxa magnispina
Mirabilicoxa magnispina is een pissebed uit de familie Desmosomatidae. De wetenschappelijke naam van de soort is voor het eerst geldig gepubliceerd in 1962 door Menzies.